# Exsula victrix
Exsula victrix là một loài bướm đêm trong họ Noctuidae.